# Bruno Nazário
Bruno dos Santos Nazário (* 9. Februar 1995 in Cascavel) ist ein brasilianischer Fußballspieler. Er steht seit Januar 2023 beim Chapecoense unter Vertrag.

## Karriere
Bruno Nazário wurde in der Jugendabteilung des brasilianischen Klubs Figueirense FC ausgebildet. Seine erste Profierfahrung sammelte er 2012 als 17-Jähriger in der Série A, als er zu seinen ersten vier Pflichtspieleinsätzen kam. Zum ersten Mal stand er am 3. November 2012 in einer Partie gegen Flamengo Rio de Janeiro auf dem Feld. Die Saison beendete die Mannschaft jedoch auf einem Abstiegsplatz und stieg in die zweite Liga ab. Im Mai 2013 löste er seinen bestehenden Vertrag bei Figueirense auf und schloss sich dem Tombense FC an.
Einige Tage später, am 27. Mai 2013 wurde er bereits an den Zweitligisten América Mineiro verliehen.  Rund einen Monat später kam er zu seinem offiziellen Debüt für seinen neuen Verein. Bereits kurze Zeit nach seinem Wechsel kamen erste Gerüchte auf, dass Nazário nach Europa wechseln könnte. Als möglicher Abnehmer wurde der FC Parma genannt.
Am 22. August 2013 wechselte Nazário in die Bundesliga zur TSG 1899 Hoffenheim. Am 26. Oktober stand er erstmals bei einem Bundesliga-Spiel im Kader, durfte jedoch nicht eingewechselt werden, da auf seinem Trikot der Schriftzug des Sponsors SAP fehlte. Erst durch eine Einwechslung beim Spiel gegen Borussia Dortmund am 33. Spieltag machte er sein Bundesligadebüt perfekt.
Im August 2014 wurde Nazário, gemeinsam mit Filip Malbašić, bis zum Ende der Saison 2014/15 an den polnischen Erstligisten Lechia Gdańsk ausgeliehen. Anschließend wurde die Leihe um eine Saison verlängert.
Anfang Januar 2016 wurde Nazário an Cruzeiro Belo Horizonte und im Januar 2017 an den Guarani FC weiterverliehen.
Im Juli 2018 wurde Nazário bis zum 31. Dezember 2019 an Athletico Paranaense weiterverliehen. Gleichzeitig wurde sein Vertrag mit der TSG 1899 Hoffenheim bis zum 30. Juni 2021 verlängert. Mit nur zwei Teilnahmen als Reservespieler konnte Nazário am 12. Dezember 2018 den Titelgewinn in der Copa Sudamericana 2018 feiern. Bis Jahresende 2019 kam Nazário auf 23 Einsätze in der Série A.
Im Januar 2020 verlängerte Nazário seinen Vertrag bei der TSG 1899 Hoffenheim bis zum 30. Juni 2022 und wechselte bis zum 31. Dezember 2020 auf Leihbasis zu Botafogo FR. Er kam in der Staatsmeisterschaft von Rio de Janeiro 2020 auf 10 Einsätze, in denen er 4 Tore erzielte. Anschließend lief der 25-Jährige 19-mal in der Série A auf und erzielte ein Tor. Anfang Januar 2021 wurde die Leihe bis zum 30. Juni 2021 verlängert. Nach Austragung der Staatsmeisterschaft 2021 wechselte Nazário erneut. Er wurde für die Austragung der Spiele um die Série A 2021 bis Ende Dezember 2021 an América Mineiro ausgeliehen, wo er bereits 2013 aktiv war.
Im Januar 2022 wechselte Nazário zum CR Vasco da Gama, der ihn fest verpflichtete.

## Erfolge
Athletico Paranaense
- Copa Sudamericana: 2018
- Copa Suruga Bank: 2019
- Copa do Brasil: 2019